# Geoffrey Poumès
Geoffrey Poumès est un arbitre international de rugby à XIII et de rugby XIII fauteuil, né en 1990.

## Carrière d'arbitre
Geoffrey Poumès arbitre régulièrement des rencontres du championnat de France, puis progressivement des matchs internationaux.   
En 2017, il intègre ce que l'on pourrait appeler un stage d'arbitrage de haut niveau en Angleterre.   
Ainsi, en 2019, il arbitre la rencontre Espagne-Irlande.   
En 2022, il officie également comme juge de touche lors de certains matchs de Super League.    
En octobre 2022, il fait partie des quatre arbitres français sélectionnés pour la coupe du monde,.   
Comme son collègue Benjamin Casty, il milite pour « davantage de respect pour les arbitres dans le championnat français ».